# Predslava din Kiev
Predslava din Kiev (fl. 1104-07) a fost o prințesă a Rusiei Kievene, fiica lui Sviatopolk al II-lea, Marele Prinț al Kievului (r. 1093-1113). S-a căsătorit cu prințul maghiar Álmos, cu care a avut trei copii, dintre care unul a fost mai târziu rege al Ungariei, Béla al II-lea.

## Familie
Predslava s-a căsătorit cu Álmos pe 21 august 1104. Ei au avut următorii copii:
- Adelaide (c. 1107-d.1140), s-a căsătorit cu Sobieslav I al Boemiei în 1123.
- Béla al II-lea (c. 1109 - 1141), rege al Ungariei (r.1131-d.1141).
- Hedwig sau Sofia (c. 1107 - 1138), s-a căsătorit cu margravul Adalbert al II-lea al Austriei în 1132.